# Gaston Bachelard
Gaston Bachelard, francoski filozof, * 27. junij 1884, Bar-sur-Aube, Francija, † 16. oktober 1962, Pariz, Francija.
Veliko je prispeval na področju poetike in filozofije znanosti. Natančno je predstavil koncept epistemološke ovire oziroma reza. Vplival je na veliko kasnejših francoskih filozofov, med njimi tudi na Michela Foucaulta, Louisa Althusserja, Dominiquea Lecourta, Jacquesa Derridaja in sociologa Pierra Bourdieuja.

## Življenje in delo
Bachelard je bil sprva upravnik pošte v francoski krajevni skupnosti Bar-sur-Aube, departma Šampanja-Ardeni. Nato se je odločil za študij fizike in preko fizike postal zelo zainteresiran za filozofijo. Prostočasna aktivnost s filozofijo je postopoma prerasla v profesionalno. Med leti 1930 in 1940 je bil profesor na Dijonu, nato pa je dobil posvečeno mesto profesorja zgodovine in filozofije na pariški Sorboni.

## Bachelardova psihologija o znanosti
Bachelardove študije zgodovine in filozofije znanosti v delih kot so npr. Oblikovanje znanstvenega duha: prispevek k psihoanalizi objektivnega spoznanja (La formation de I'esprit scientifique, 1938) so bile utemeljene na njegovi viziji historične epistemologije kot psihoanalize znanstvene miselnosti oz. kot iskanje vloge psiholoških faktorjev v razvoju znanosti. Za primer vzame prvih nekaj poglavji Heisenbergovega dela O fizikalnih načelih kvantne fizike, kjer Heisenberg mestoma brani zdaj teorijo o svetlobi kot delcih in zdaj teorijo o svetlobi kot valovanju. S tem je Heisenber popravljal napake ene teorije z drugo. To naj bi bil očiten primer, ki prikazuje, kako pomembno je psihološko urjenje v znanosti, kjer moramo izvajati popravke napak z zavzemanjem nasprotnega stališča.
V angleško govorečem svetu je bila Bachelardova povezava med psihologijo in zgodovino znanosti slabo sprejeta. Bachelard je prikazal, kako bi bil lahko napredek znanosti blokiran z določenimi mislenostnimi vzorci. S tega vidika je ustvaril koncept epistemološke ovire oziroma reza. Ena izmed nalog epistemologije je tudi razjasniti vlogo miselnostnih vzorcev v znanosti, da bi na ta način pomagal znanstvenikom preko ovir do znanja.

## Epistemološki rez: pretrganost znanstvenega napredka
Bachelard je z epistemološkim rezom razvil koncept, ki opisuje razvoj znanosti s stalnim ‘‘rezanjem’’ epistemoloških ovir, ki v nekem danem trenutku predstavljajo zavoro znanosti in odstranitvijo starega, pred- in ne-znanstvenega razumevanja iz znanosti. Epistemološke ovire so lahko mnenja, ideologije, metafizična prepričanja, znanstvene zmote, predvsem pa pojmi, ki imajo dolgo kulturno tradicijo in poljubno rabo.
Bachelard je bil kritičen do Comtejevega pozitivizma, ki je razlagal znanost kot neprekinjen proces. Menil je, da je znanstveni napredek, kot npr. Einsteinova teorija relativnosti, dokazoval, da zgodovina znanosti ni stalna, ampak ima prekinitve. Bachelard je zato menil, da so modeli, ki znanstveni razvoj opredeljujejo kot progresiven in neprekinjen (npr. Comtejev in Meyersonov), posplošeni in napačni. Nestalnost razvoja znanosti je utemeljil preko premagovanja epistemoloških ovir/rezov. Kasneje se je pojma "epistemološki rez" širše poslužil Louis Althusser.
Bachelard je tako prikazal, da nove teorije v sebe, oziroma v svojo novo paradigmo, integrirajo tudi stare teorije in jih uveljavljajo na nove načine, kjer spremenijo njihove prvotne koncepte (npr. Newtonov in Einsteinov koncept mase). Na ta način neevklidske geometrije ne nasprotujejo Evklidovi geometriji, ampak se oboje združujejo v večji okvir.

## Vloga epistemologije v znanosti
Bachelard se je vedno vrčal k Descartesovemu racionalizmu: menil je, da s svojo epistemologijo dopolnjuje in nadgrajuje Descartesovo epistemologijo. Primerjal je "znanstveno spoznanje" z "spoznanjem iz vsakdanjosti", kot ga vidimo in videl napake samo kot iluzijo: »Znanstveno lahko nekdo vidi resnico kot popravek neke zgodovinske napake, ki se je nenehno pojavljala in eksperimente kot izboljšavo prvotne pogoste iluzije (illusion première).«
Naloga epistemologije je prikazati zgodovino pridobivanja konceptov; ti koncepti niso le teoretične predpostavke: istočasno so abstraktne in konkretne, izpolnjujejo tehnične in pedagoške aktivnosti. To razloži zakaj je »žarnica objekt znanstvenih razmišljanj. Je primer abstraktno-konkretnega objekta.« Da bi razumeli, na kakšen način deluje, moramo najprej ugotoviti, kako deluje znanstveno vedenje. Epistemologija zato ni splošna filozofija, ki želi upravičevati znanstveno sklepanje. Namesto tega dela etapne in posamezne razlage zgodovine znanosti.

## Spremembe znanstvene perspektive
Bachelard je videl, kako so na videz nesmiselne teorije pogosto omogočile drastičen premik v znanstvenem razmišljanju. Iz zgodovine znanosti vzame za primer teorijo verjetnosti. Trdil je, da je teorija verjetnosti le drugačen način za prikazovanje splošnega izgleda realnosti skozi dosledno racionalno razmišljanje (kritiki kot npr. Lord Kelvin so menili, da je ta teorija iracionalna).
Ena njegovih glavnih tez v delu Novi znanstveni duh (Le nouvel esprit scientifique, 1934) je bila, da so moderne znanosti zamenjale metafiziko substance z ontologijo relacij (razmerij), kar bi se znotraj nove metafizike/ontologije združilo v procesno filozofijo. Sodobni fizikalni koncept smovi (iz atomov) in elektromagnetnega valovanja je ekvivalenten s klasičnim metafizičnim problemom stvari kot substance in gibanja. Klasična filozofija (metafizika) stvar in gibanje ločuje in obravnava kot različna, moderna znanost ne more razlikovati snovi od svetlobe (in širše - elektromagnetnega valovanja): tako je nemogoče razlikovati negibno stvar, kar je bil natančen pogoj za vednost glede na klasično teorijo o spoznanju.
Postkartezijanska epistemologija ne pozna »enostavne substance«, kot jo pozna Descartesova, ampak le zapletene objekte zgrajene na osnovi teorij in eksperimentov. Intuicija torej ni prvinska, ampak je zgrajena. Te teme so Bachelarda prepričale, da je začel podpirati konstruktivistitično epistemologijo, po kateri je znanost produkt delovanja znanstvenih skupnosti.

## Druge akademske dejavnosti
Bachelard se ni ukvarjal le z epistemologijo. Poleg tega se je ukvarjal tudi z bolj introspektivnimi vsebinami: s poezijo, sanjami, psihoanalizo in domišljijo. Med njegova najboljša dela spadajo Psihoanaliza ognja (La psychanalyse du feu, 1938) in Poetika prostora (La poétique de l'espace, 1958). Ti so kasneje močno vplivali na pripadnike arhitekturne teorije. Jean-Paul Sartre citira Bachelardovo delo Voda in sanje (L'eau et les rêves, 1942) v Biti in niču.

## Zapuščina
Thomas S. Kuhn je uporabil Bachelarovo notacijo o »epistemološkem oviri/rezu«, kot jo je reinterpretiral Alexandre Koyré, za razvoj svoje teorije o spremembah paradigem. Tudi Althusser, Georges Canguiherm (njegov naslednik na Sorbonnu) in Michel Foucault so se naslanjali na njegovo konstruktivistično epistemologijo.

## Dela
- Essai sur la connaissance approchée (1928)
- Étude sur l'évolution d'un problème de physique: la propagation thermique dans les solides (1928)
- La valeur inductive de la relativité (1929)
- La pluralisme cohérent de la chimie moderne (1932)
- L'Intuition de l'instant (1932)
- Les intuitions atomistiques: essai de classification (1933)
- Le nouvel esprit scientifique (1934)
- La dialectique de la durée (1936)
- L'expérience de l'espace dans la physique contemporaine (1937)
- La formation de l'esprit scientifique: contribution à une psychanalyse de la connaissance objective (Oblikovanje znanstvenega duha, 1938)
- La psychanalyse du feu (1938)
- La philosophie du non: essai d'une philosophie du nouvel esprit scientifique (Filozofija ne-ja, 1940)
- L'eau et les rêves (Voda in sanje, 1942)
- L'air et les songes (Air and Dreams, 1943)
- La terre et les rêveries du repos (Earth and Reveries of Repose, 1946)
- La terre et les rêveries de la volonté (Earth and Reveries of Will, 1948)
- Le Rationalisme appliqué (Applied Rationalism, 1949)
- L'activité rationaliste de la physique contemporaine (1951)
- Le matérialisme rationnel (1953)
- La poétique de l'espace (Poetika prostora, 1958)
- La poétique de la rêverie (Poetika sanjarije, 1960)
- La flamme d'une chandelle (1961)
- L'engagement rationaliste (1972)

### Prevedeno v slovenščino

#### Knjige
- Oblikovanje znanstvenega duha: prispevek k psihoanalizi objektivnega spoznanja, Ljubljana: SH - Zavod za založniško dejavnost, 1998
- Poetika prostora, Ljubljana : Študentska založba, 2001
- Poetika sanjarije, Ljubljana : Študentska založba, 2011
- Voda in sanje : esej o imaginaciji snovi,Ljubljana : Studia humanitatis, 2011

#### Odlomki
- Bistvena kompleksnost znanstvene filozofije : oris v Filozofski vestnik,(en) Letn. 21, št. 1 (2000), str. [197]-206
- Filozofija ne-ja : predgovor : filozofska misel in znanstveni duh v Filozofski vestnik, Letn. 29, št. 3 (2008), str. 33-41
- Intimna neizmernost = L 'Immensité Intime v Likovne besede: revija za likovno umetnost, Št. 39/40 (maj 1997), str. 88-93